# John Lawrence Manning
John Lawrence Manning, född 29 januari 1816 i Clarendon District, South Carolina, död 24 oktober 1889 i Camden, South Carolina, var en amerikansk politiker (demokrat). Han var South Carolinas guvernör 1852–1854.
Manning utexaminerades 1836 från South Carolina College (numera University of South Carolina). Han var verksam som plantageägare i South Carolina.
Manning efterträdde 1852 John Hugh Means som South Carolinas guvernör och efterträddes 1854 av James Hopkins Adams.
Manning tjänstgjorde som överste i konfederationens armé i amerikanska inbördeskriget. År 1889 avled han och gravsattes i Columbia. Manning i South Carolina har fått sitt namn efter John Lawrence Manning.